# Fausto Rossi
Fausto Rossi (* 3. Dezember 1990 in Turin) ist ein italienischer Fußballspieler, der als Mittelfeldspieler aktiv ist.

## Karriere

### Verein
Rossi begann 1999 seine Karriere in der Jugend von Juventus Turin und durchlief diese komplett. 2010 schloss er sich der Mannschaft von Vicenza Calcio an und sammelte erste Erfahrungen, bevor er zu seinem Heimatverein zurückkehrte. Dieser verlieh ihn in der Saison 2012/13 zu Brescia Calcio.

### Nationalmannschaft
Mit der U-21 Italiens nahm Rossi an der Europameisterschaft 2013 in Israel teil, wo man unter Devis Mangia den zweiten Platz erreichen konnte.

## Erfolge
- U-21-Vize-Europameister: 2013
- Italienischer Supercup: 2013